# تایوان واتر
تایوان واتر (انگلیسی: Taiwan Water Corporation) شرکت آب تایوانی است، که در سال ۱۹۷۳ تأسیس شد.